# إد لويس (عازف جاز)
إد لويس (بالإنجليزية: Ed Lewis)‏ هو عازف جاز أمريكي، ولد في 22 يناير 1909 في Eagle City, Oklahoma ‏ في الولايات المتحدة، وتوفي في 18 سبتمبر 1985.

## وصلات خارجية
- إد لويس على موقع ميوزك برينز (الإنجليزية)
- إد لويس على موقع أول ميوزيك (الإنجليزية)
- إد لويس على موقع ديسكوغز (الإنجليزية)
- إد لويس على موقع ديسكوغز (الإنجليزية)